# St. Hedwig, Texas
St. Hedwig là một thị trấn thuộc quận Bexar, tiểu bang Texas, Hoa Kỳ. Năm 2010, dân số của thị trấn này là 2094 người.

## Dân số
- Dân số năm 2000: 1875 người.
- Dân số năm 2010: 2094 người.